# بيتر لورانس
بيتر لورانس (بالإنجليزية: Peter Lawrence)‏ هو عالم إنسان أسترالي، ولد في 1921 في لانكشر في المملكة المتحدة، وتوفي في 12 ديسمبر 1987 في سيدني في أستراليا.